# Ribeira do Zebro
A Ribeira do Zebro nasce em terras da freguesia da Amareleja. O toponímico "Zebro" deriva muito provavelmente de uma espécie de equídeo selvagem entre o burro e o cavalo, com pêlo cinzento e que tinha uma risca branca no dorso e nas patas.
Na Idade Média, esse animal era apreciado pela carne e pelo couro (no foral de D. Dinis concedido à vila de Moura. Em 1295, o coiro de zebro pagava 2 dinheiros de portagem, tanto quanto o coiro de vaca. Dado que não consta já nas crónicas de caça do século XVI, presume-se a sua extinção nos finais do século XV desse equídeo que habitava o sul da Península Ibérica.
A ribeira passa 2 km a norte de Póvoa de São Miguel e vai desaguar no Guadiana poucos quilómetros a sul da povoação da Estrela. A ribeira que corre nos meses de inverno era rica em verdemãs, chinchitos, bordalos e achigãs. Após o enchimento da albufeira de Alqueva, a ribeira do Zebro tornou-se um braço do grande lago até à ponte de Póvoa de São Miguel (à cota 152).